# اوتوریو (اوت-گارون)
اوتوریو (به فرانسوی: Auterive) یک کمون در فرانسه است که در اوت-گارون واقع شده‌است. اوتوریو ۳۶٫۵۴ کیلومتر مربع مساحت دارد ۱۸۵ متر بالاتر از سطح دریا واقع شده‌است.

## خواهرخوانده
شهرهای هرمانسبورگ و آرنیس د مار خواهرخوانده‌های اوتوریو (اوت-گارون) هستند.